# Хрустовский, Пётр Викторович
Пётр Викторович Хрустовский (31 мая 1979, Камышин, СССР — 5 июля 2003) — российский футболист, нападающий.

## Биография
Футболом начал заниматься в 6 лет. Первая команда — «Текстильщик» Камышин. Первый официальный матч за команду сыграл 6 июля 1996 года в рамках 15-го тура чемпионата России в высшей лиге: в матче «Энергия-Текстильщик» — «Жемчужина» Сочи (0:1) отыграл второй тайм после выхода на замену. Всего в чемпионате 1996 года сыграл ещё в двух матчах, выходя на замену по ходу второго тайма гостевых игр против «Алании» и московского «Локомотива». В 1997 году играл за дубль камышинской команды, переименованной в «Энергию», в Третьей лиге и за основную команду в Первой лиге. В следующем сезоне играл в Первом дивизионе за «Нефтехимик». Сезон 1999 года начал во Втором дивизионе («Уралмаш»), вторую его половину провёл в сочинской «Жемчужине» (высший дивизион). В 2000 году играл за «Рубин» (занял 3-е место в Первом дивизионе), а в 2001 году заключил контракт с «Уралмашем», с которым в 2001 и 2002 годах побеждал в зоне «Урал» Второго дивизиона (в 2001 году за выход в Первый дивизион команда уступила хабаровскому СКА в стыковых матчах).
14 сентября 2002 года провёл матч 1/16 финала Кубка России против «Зенита», отыграв всего 90 минут («Урал» уступил со счётом 1:2). В том же году находился на просмотре в московском «Локомотиве», но не подошёл клубу.

## Смерть и память
5 июля 2003 года Пётр Хрустовский погиб в автокатастрофе на трассе Волгоград — Камышин. Автомобиль ВАЗ-2110, управляемый мужем сестры игрока, зацепился за обочину, в результате чего его развернуло на встречную полосу. После этого машина столкнулась с «Опелем»: основной удар пришелся на Петра, сидевшего справа от водителя. Пётр погиб мгновенно, а водитель и мать Петра были отправлены в больницу в тяжёлом состоянии.
По решению руководства ФК «Урал» игровой номер 23, под которым играл Хрустовский, был выведен из обращения и закреплён посмертно за игроком.
Ежегодно проводится фан-турнир памяти Петра Хрустовского и матч памяти между руководством клуба и сборной болельщиков.